# Naturfotografie

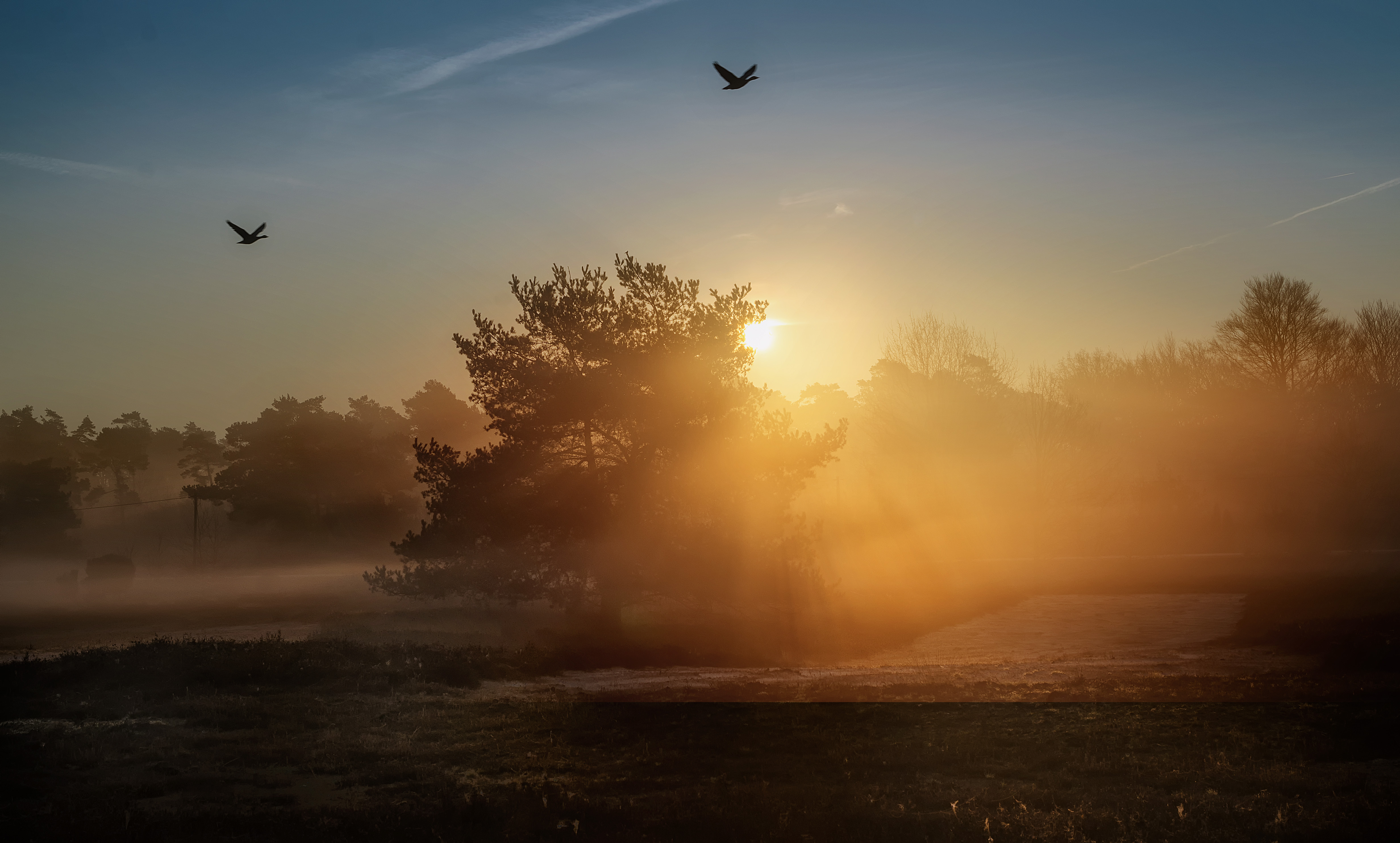
In Erweiterung der Landschaftsfotografie beschäftigt sich die Naturfotografie auch mit Wettersituationen als primären Bildausdruck: Westruper Heide bei Sonnenaufgang

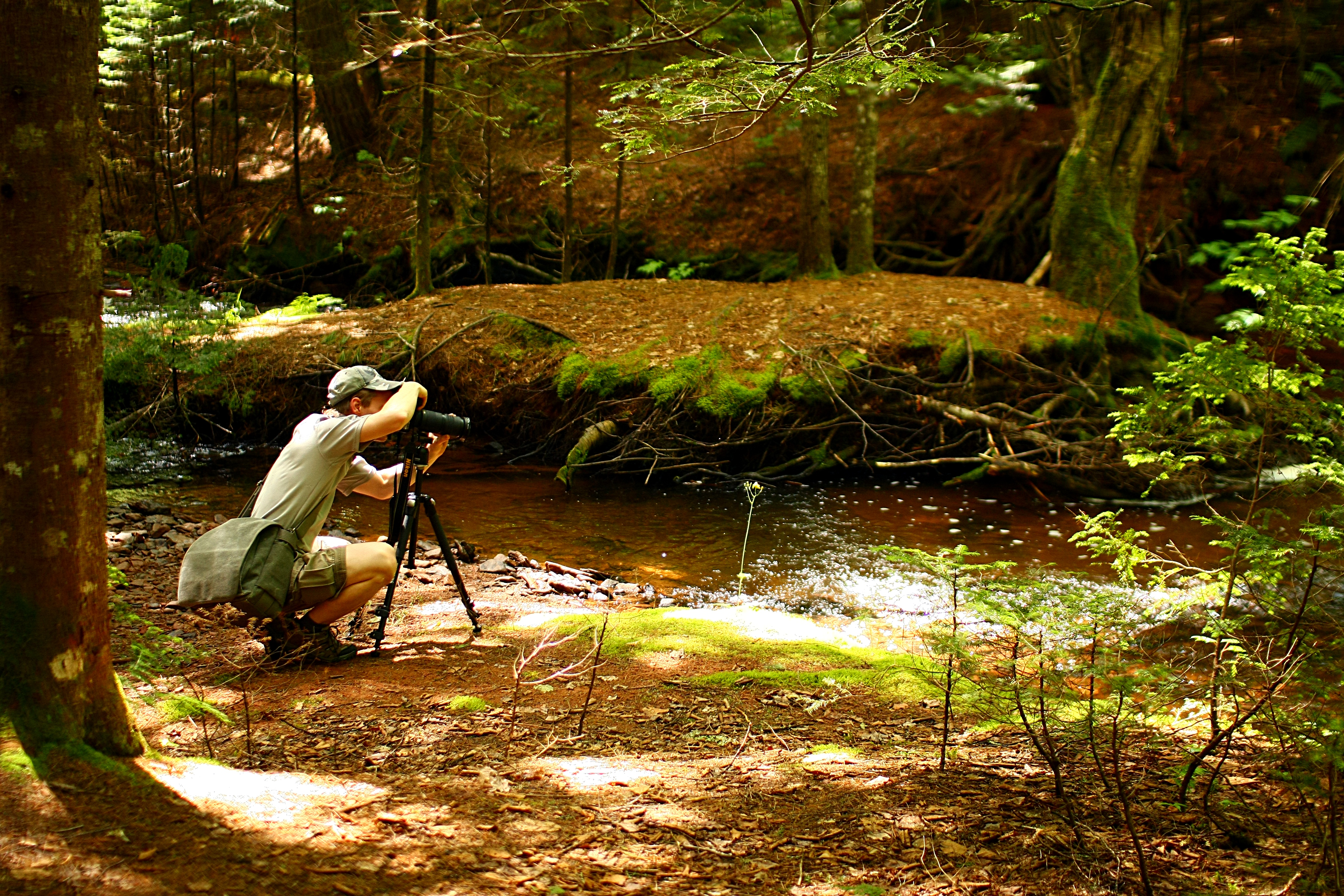
Naturfotograf

Naturfotografie oder Naturphotographie ist ein Bereich der Fotografie, dessen Interesse der Natur, den natürlichen Phänomenen, Landschaften und Lebewesen gilt.

## Themen
Die Naturfotografie umfasst Genres wie Landschaftsfotografie, Pflanzen- und Tierfotografie oder Umweltfotografie. Auch die fotografische Abbildung von Wetterphänomenen, wie Wolken, Blitze, Regen, Polarlicht oder Stürme, Vulkanausbrüche oder Überschwemmungen zählt in diesen Bereich.

## Stile
Es kann zwischen künstlerischer Naturfotografie, dokumentarischer Naturfotografie zu wissenschaftlichen Zwecken, Naturfotografie zu Zwecken des Umweltschutzes und Naturfotografie als Freizeitaktivität und als Hobby des Amateurs unterschieden werden, wobei die Grenzen oft fließend sind.
Es wird meist mit dem vorhandenen Licht gearbeitet. Die vorgefundenen Situationen sollen möglichst natürlich wiedergegeben werden. Motivation für Fotografen ist oft die eindrucksvolle oder situativ interessante Wahrnehmung der Natur, die in Bildern festgehalten werden soll.
Die als Kalender oder Fotoreportage beliebten, oftmals stimmungsvollen Darstellungen von Tieren, Pflanzen und Landschaften können u. a. von historischen Sujets der Malerei hergeleitet werden, insbesondere der Landschaftsmalerei der Romantik; eine Sehnsucht nach Freiheit, vermeintlicher Unverdorbenheit, „heiler Welt“ und Abstand zur Zivilisation findet hier Ausdruck.
Naturfotografie entsteht im Rahmen von Wanderungen, Bergtouren, Schiffreisen, im Urlaub oder auf Reisen generell.

## Bekannte Naturfotografen
- Ansel Adams
- Ragnar Axelsson
- Peter Beard
- Nick Brandt
- Peter Braunholz
- Peter Essick
- Hermann Fischer
- Frans Lanting
- Klaus Paysan
- Fritz Pölking
- Art Wolfe

## Wettbewerbe
- Wildlife Photographer of the Year
- Europäischer Naturfotograf des Jahres[1] der GDT (Gesellschaft für Naturfotografie)

## Organisationen
- Aefona (Asociación Española de Fotógrafos de Naturaleza)[2] – Spanien
- AFNI (Associazione Fotografi Naturalisti Italiani)[3] – Italien
- Aves (Pôle ornitho de natagora)[4] – Belgien
- GDT (Gesellschaft für Naturfotografie) – Deutschland
- NANPA (North American Nature Photography Association)[5] – Nordamerika
- NaturArt (Magyar Természetfotósok Szövetsége)[6] – Ungarn
- STRIX (Naturfotografen Südtirol)[7] – Südtirol
- ZPFP (Związek Polskich Fotografów Przyrody)[8] – Polen